# 类金茅双药芒
类金茅双药芒（学名：Diandranthus eulalioides）为禾本科双药芒属下的一个种。

## 扩展阅读
- 維基物種上的相關：类金茅双药芒